# Кобилоха
Кобилоха (пол. Kobyłocha, нім. Kobbelhals) — село в Польщі, у гміні Щитно Щиценського повіту Вармінсько-Мазурського воєводства.
Населення — 74 особи (2011).

## Демографія
Демографічна структура станом на 31 березня 2011 року:
|          | Загалом | Допрацездатний вік | Працездатний вік | Постпрацездатний вік |
| -------- | ------- | ------------------ | ---------------- | -------------------- |
| Чоловіки | 29      | 6                  | 21               | 2                    |
| Жінки    | 45      | 11                 | 27               | 7                    |
| Разом    | 74      | 17                 | 48               | 9                    |